# Patricia Hernández Arencibia
Patricia Hernández Arencibia (Las Palmas de Gran Canaria, 8 de septiembre de 1970) fue una baloncestista española. Representó a España en los Juegos Olímpicos de Barcelona de 1992. Su hermano Berni Hernández y su hijos Claudia Langarita y Lucas Langarita también son jugadores de baloncesto.

## Trayectoria
Patricia Hernández Arencibia debutó en la Primera División del baloncesto femenino con catorce años. Lideró la selección canaria de baloncesto en el programa televisivo Objetivo 92 llegando a la final nacional junto a Blanca Ares y Oranda Rodríguez, todas ellas referentes de la generación del 70. 
Durante la temporada 85-86, con quince años, fue titular en el equipo Kerrygold que se clasificó para la lucha por el título en la élite femenina. Estuvo con la selección en todas las categorías inferiores y debutó con la selección española absoluta a los dieciséis años en un partido amistoso ante Polonia, en Gdansk. A los diecisiete años disputó el Eurobásket, logrando España una sexta plaza que fue la mejor conseguida por la selección hasta ese momento. Durante la temporada 87-88 no solo lideró la Primera División en asistencias, sino que su equipo Kerrygold se quedó a un paso de la final de liga tras ser eliminadas ante el Tintoretto de Madrid liderado por la soviética Semenova. Aquel playoff, según ella misma dijo, hizo que se hablara de baloncesto femenino.
Los cuatro años previos a los Juegos Olímpicos de Barcelona de 1992 fueron una dura preparación para la selección española. Tras la derrota de 1990 en Atenas en el intento de lograr una plaza para el Eurobásket de Israel, lograron el oro en los Juegos del Mediterráneo de Salónica, en 1991, venciendo a Grecia, Italia y Francia. Aquella victoria permitió a España participar en el Eurobásket de Italia 1993, en el que ganó su primera medalla de oro continental, aunque Patricia quedó fuera de esa cita.
La selección española consiguió el 5.º puesto en los Juegos Olímpicos de Barcelona. Tras su eliminación ante China, que la apartó de las semifinales y la derrota ante los Estados Unidos (59-114) de Teresa Edwards o Cynthia Cooper, España luchó por una quinta plaza que consiguió tras imponerse dos veces a Checoslovaquia e Italia.
Se retiró en la temporada 00-01 en el Mann Filter Zaragoza, a punto de cumplir los 31 años.
Durante tres temporadas fue entrenadora de los equipos de base del CB Cuarte de Huerva en Zaragoza y asumió también la labor de coordinadora administrativa del club maño.
Su hermano Berni Hernández también es jugador de baloncesto.

## Palmarés con la selección española
- Juegos Mediterráneos de 1991 ( Atenas)
- Universiadas 1991  ( Sheffield)
- Diploma olímpico (5º) Juegos Olímpicos de Barcelona.